# Margaret Kelly (natation)
Pour les articles homonymes, voir Kelly.
Cet article concerne une nageuse britannique. Pour la danseuse franco-irlandaise, voir Margaret Kelly.
Margaret Kelly, née le 22 septembre 1956 à Liverpool, est une ancienne nageuse britannique spécialiste de la brasse. Elle est médaillée d'argent en relais aux Jeux de 1980.

## Carrière
Margaret Kelly commence par faire du dos mais malgré un record du monde en 1974, elle ne réussit à monter sur aucun podium lors des Europe, des Mondiaux et des Jeux du Commonwealth. Elle décide alors de se concentrer sur la brasse.
En 1978, elle remporte une médaille d'argent sur le 100 m brasse ainsi que deux médailles de bronze sur le 200 m brasse et le 4 × 100 m 4 nages aux Jeux du Commonwealth. Lors des Jeux olympiques d'été de 1980 à Moscou, elle fait partie de l'équipe britannique — avec Helen Jameson, Ann Osgerby et June Croft — qui remporte la médaille d'argent du 4 × 100 m 4 nages. Après ces Jeux, elle prend une pause de six ans avant de se qualifier pour ses troisièmes Jeux à l'âge de 31 ans.

## Palmarès
| Date | Compétition           | Lieu      | Place | Course            |
| ---- | --------------------- | --------- | ----- | ----------------- |
| 1975 | Championnats du monde | Cali      | 7e    | 200 m brasse      |
| 1975 | Championnats du monde | Cali      | 10e   | 4 × 100 m 4 nages |
| 1976 | Jeux olympiques       | Montréal  | 7e    | 100 m brasse      |
| 1976 | Jeux olympiques       | Montréal  | 7e    | 200 m brasse      |
| 1976 | Jeux olympiques       | Montréal  | 6e    | 4 × 100 m 4 nages |
| 1977 | Championnats d'Europe | Jönköping | 5e    | 100 m brasse      |
| 1978 | Jeux du Commonwealth  | Edmonton  | 2e    | 100 m brasse      |
| 1978 | Jeux du Commonwealth  | Edmonton  | 3e    | 200 m brasse      |
| 1978 | Jeux du Commonwealth  | Edmonton  | 3e    | 4 × 100 m 4 nages |
| 1978 | Championnats du monde | Berlin    | 3e    | 100 m brasse      |
| 1978 | Championnats du monde | Berlin    | 5e    | 200 m brasse      |
| 1980 | Jeux olympiques       | Moscou    | 4e    | 100 m brasse      |
| 1980 | Jeux olympiques       | Moscou    | 2e    | 4 × 100 m 4 nages |